# Форт Роєнталь
Форт Роєнталь (нім. Festung Reuenthal) — швейцарська фортеця XX століття, розташована в кантоні Ааргау неподалік від швейцарсько-німецького кордону.

## Опис
Будівництво було розпочато 1937 року та завершено 1939 року. Рейн, огинаючи Фулль-Роєнталь, протікає в прямій видимості форту; укріплення призначалося для запобігання перетину Рейну в напрямку гідроелектростанції в Догерні. Фортеця була частиною укріплень прикордонної лінії Швейцарії, зведених у 30-х роках XX століття в Альпах, та була оснащена двома 75-міліметровими гарматами та двома кулеметами. Форт застосовував камуфляж і доміноподібні надбудови над деякими позиціями.

## Сьогодення
Як військова споруда деактивована в 1988 році, з 1989 року є громадським музеєм. Форт Роєнталь перебуває під керівництвом Швейцарського військового музею, що його експозиція розташована приблизно на відстані 900 м в бік ляйбштадтської атомної електростанції.